# Jacob Muricken
Jacob Muricken (* 16. Juni 1963 in Palai, Kerala) ist ein indischer syro-malabarischer Geistlicher und emeritierter Weihbischof in Palai.

## Leben
Jacob Muricken empfing am 27. Dezember 1993 die Priesterweihe für das Bistum Palai.
Papst Benedikt XVI. ernannte ihn am 24. August 2012 zum Titularbischof von Thinis und zum Weihbischof in Palai. Der Erzbischof von Changanacherry, Joseph Perumthottam, spendete ihm am 1. Oktober desselben Jahres die Bischofsweihe; Mitkonsekratoren waren der Altbischof von Palai, Joseph Pallikaparampil, sowie Joseph Kallarangatt, Bischof von Palai.
2016 spendete Muricken einem kranken Hindu eine Niere.
Mit Zustimmung der Synode seiner Kirche legte er sein Amt 2022 nieder, bezog eine Einsiedelei im Bistum Kanjirapally und wurde Eremit. Die Annahme seines Rücktritts durch den Großerzbischof der syro-malabarischen Kirche, George Kardinal Alencherry, wurde am 25. August 2022 bekanntgegeben.